# Wolfgang Heisig
Wolfgang Heisig (* 20. Februar 1952 in Zwickau) ist ein deutscher Pianist und Komponist, der für eine zeitgemäße Anwendung der Notenrolle bekannt ist.

## Leben und Wirken
Heisig studierte zwischen 1972 und 1978 Klavier und Komposition an der Hochschule für Musik Carl Maria von Weber Dresden. Seit 1980 komponierte er kurze aphoristische Klavierstücke, die die Sammlung Klaviertöne bilden. Zudem arbeitete er für das Duo Sonnenschirm, an dessen Debütalbum 1989 er beteiligt war. Weiterhin war er an der Komposition der Filmmusik zum Spielfilm Der Junge mit dem großen schwarzen Hund beteiligt.
Seit 1990 beschäftigt er sich intensiv mit der Musik des Komponisten Conlon Nancarrow, der seine Kompositionen häufig in Papierrollen stanzte, die in selbstspielenden Klavieren abgespielt wurden. Da Nancarrow an der Vervielfältigung und dem Vertrieb dieser Rollen kaum interessiert war, erwarb Heisig nicht nur eine Phonola, um die Werke durch nuanciertes Pedalieren und Betätigen von Dynamik- und Tempo-Hebel zu interpretieren. Er ließ sich zudem eine PC-gesteuerte Stanzmaschine bauen, um Nancarrows Kompositionen auf Notenrolle herstellen und aufführen zu können. Mittlerweile ist so die weltweit einzige Notenrollen-Edition der Werke Nancarrows entstanden.
Heisig vervielfältigt auch eigene Kompositionen mit der Rollentechnik. In seinen Konzerten interpretiert er neben Nancarrow auch eigene und weitere zeitgenössische Werke. 2011 veröffentlichte er ein Album mit zeitgenössischer Phonolamusik bei der Musikproduktion Dabringhaus & Grimm; außerdem verfasste er einen Gedichtband, der im August von Goethe Literaturverlag 2018 erschien. Mit Michael Wollny, Émile Parisien, Max Stadtfeld und Leafcutter John spielte er beim Festakt „100 Jahre Bauhaus“ in der Berliner Akademie der Künste. 2007 erhielt er den Gellert-Preis.
Laut Impressum seiner Homepage lebt und arbeitet Wolfgang Heisig in Lübben.

## Stimmen von Kollegen
„Wolfgang Heisig gilt als Unikum unter den jungen Komponisten der DDR.“ (Thomas Heyn)
„Wenn man nur 30 Minuten mit ihm zusammen ist, geht man mit tausend Ideen für eigene Projekte nach Hause. Sitzt man dann vor einem weißen Blatt Papier, kriegt man nichts zusammen, weil der Motor fehlt.“ (Henry Koch)

## Werkliste (Auswahl)
- 1977: smile simile, Streichquartett
- 1984: Zwei Studien für Drehorgel
- 1986: Die Reihenfolge der Patienten bestimmt der Arzt, für Mandoline, Harmonium, DX 7 und Sprecher
- 1987: Räuber Tritonus. Spielzeug für Musiker. Lesetheater für variable Besetzungen (Ringparabel, Adventskalender, Zufall aus Abfall)
- 1988: Mensch, Musiker ärgere dich nicht, Musikspiel für elektrisches Harmonium und zwei Teilnehmer
- 1988: Merseburger Zauberspruch (aus: Töne und Texte, Nr. X)
- 1990: Gemeinsames Papier für Violine und Viola. Musik zum Kabarettstück Die Geheimnisse der Osterinsel (Die Oderhähne in Frankfurt (Oder))